# Man lebt nur einmal – Zindagi Na Milegi Dobara
Zindagi Na Milegi Dobara (Hindi: ज़िन्दगी ना मिलेगी दोबारा) ist ein preisgekrönter Hindi-Film aus dem Jahr 2011. Dieser Film hatte auch kommerziellen Erfolg und wurde zum Hit.

## Handlung
Die Geschichte beginnt mit Kabir, der Natasha einen Heiratsantrag macht. Anschließend organisiert Kabir einen dreiwöchigen Junggesellenabschied in Spanien. Während dieses Roadtrips durch die Iberische Halbinsel begleiten ihn seine besten Freunde Imran und Arjun. Er erklärt Natasha, dass die Reise schon lange geplant war und sie einen Pakt geschlossen hätten: Jeder sucht sich eine abenteuerliche Sportart aus, die alle drei Jungs gemeinsam ausprobieren werden.
Arjun, der von Beruf Börsenmakler ist und ein Workaholic, wollte die Reise erst abblasen, da er ein Problem mit Imran hat: Dieser hatte vor vier Jahren Arjuns Freundin ausgespannt.
Für Imran ist die Reise von persönlicher Bedeutung, denn erst vor kurzem hat er von seinem biologischen Vater, dem Maler Salman Habib, erfahren, der in Spanien lebt.
In Spanien beginnt die Reise an der Costa Brava: Vor Barcelona probieren sie die erste Sportart aus: tauchen. Arjun, der nicht schwimmen kann und große Angst vor Wasser hat, kostet es einiges an Überwindung. Nur mit Hilfe der Tauchlehrerin Laila kann er seine Angst überwinden und macht eine atemberaubende Erfahrung: All die Jahre war er so mit Geld verdienen beschäftigt, dass er vergessen hatte, wie man lebt. Er verliebt sich in die hübsche Tauchlehrerin, die ihn lehrt, das Leben zu genießen.
Ihretwegen machen sie auf dem Weg nach Sevilla Halt in Buñol, um am Tomatinafest teilzunehmen. Auf dem Rückweg zum Hotel treffen sie Natasha in der Lobby. Sie ist eifersüchtig auf Laila und hat sich deshalb auf den Weg gemacht. Während Kabir seine Verlobte beruhigt, verbringt Arjun Zeit mit Laila und Imran mit Nuria, Lailas spanischer Freundin.
Nachdem Kabir Natasha beruhigt hat, bringen sie sie am nächsten Tag zum Flughafen. Anschließend fahren sie nach Sevilla, um Arjuns ausgewählte Sportart auszutesten. Er hat sich für Fallschirmspringen entschieden, was Imran überhaupt nicht gefällt. Doch als auch dies geschafft ist, feiern sie in einer kleinen Bar. Dort geraten sie nach einem kleinen Streit in eine Schlägerei und werden von der Polizei abgeführt.
Im Gefängnis erwähnt Imran erstmals seinen Vater, der für alle drei die Kaution zahlt und sie anschließend zu sich nach Hause fährt. Dort unterhalten sich Vater und Sohn. Imran wird bewusst, dass seinem Vater die eigene Freiheit wichtiger war, als der eigene Sohn. Er ist verletzt und zum ersten Mal entschuldigt sich Imran bei Arjun von ganzem Herzen für sein damaliges Fehlverhalten mit Arjuns Freundin.
Doch Kabir ist bedrückt, was den beiden Freunden nicht entgeht. Erst nach mehrmaligem Auffordern gibt er zu, dass er Natasha eigentlich keinen Antrag machen wollte: Auf einer Geburtstagsparty hat er ihr einen Ring gezeigt, den er eigentlich seiner Mutter schenken wollte. Nur hat Natasha dies als Heiratsantrag aufgefasst. Zwar liebe er sie, aber sie habe sich verändert und er wolle ihr mit einer Trennung nicht das Herz brechen.
Das letzte Sportereignis findet in Pamplona statt. Imran hat sich für den Stierlauf entschieden. Zunächst protestieren Arjun und Kabir, weil sie dies für Wahnsinn halten. Dennoch stehen am nächsten Morgen alle vor der Startlinie. Bevor es los geht, schlägt Imran vor, einen neuen Pakt zu schließen: Alle drei sollen ihren Herzenswünschen nachgehen. Imran verspricht, seine poetischen Gedichte, die er die ganze Reise über verfasst hat, zu veröffentlichen. Arjun schwört, mit Laila nach Marokko zu reisen und sie zu heiraten. Und Kabir möchte die Verlobung mit Natasha auflösen.
Nach dem gefährlichen Rennen sind alle drei stolz, unversehrt ans Ziel gekommen zu sein, aber auch auf all die Erfahrungen, die sie in der kurzen Zeit gemeinsam durchlebt haben. Zum Schluss feiern alle die Hochzeit von Arjun und Laila – nicht wie erwartet die von Kabir und Natasha.

## Musik
| Lied                     | Sänger                                                                           |
| ------------------------ | -------------------------------------------------------------------------------- |
| Dil Dhadakne Do          | Shankar Mahadevan, Suraj Jagan, Joi Barua                                        |
| Ik Junoon (Paint It Red) | Shankar Mahadevan, Vishal Dadlani, Ehsaan Noorani, Alyssa Mendonsa, Gulraj Singh |
| Khaabon Ke Parinday      | Mohit Chauhan, Alyssa Mendonsa                                                   |
| Señorita                 | Farhan Akhtar, Hrithik Roshan, Abhay Deol, Maria del Mar Fernández               |
| Der Lagi Lekin           | Shankar Mahadevan                                                                |
| Sooraj Ki Baahon Mein    | Loy Mendonsa, Dominique Cerejo, Clinton Cerejo                                   |

## Kritik
„Zindagi Na Milegi Dobara“ wirkt eine Spur zu banal, ist etwas zu lang, hat seine zu aufgesetzt hippen Momente. Doch vor bildschöner Ferienkulisse offenbart sich ein Wohlfühlfilm klassischer und doch moderner Art, ein Film mit hochwertigem, reifen Look und hübschen Liedern.

## Auszeichnungen
| Auszeichnung                            | Kategorie                               | Empfänger und Nominierte                                                | Ergebnis  | Referenz                           |
| --------------------------------------- | --------------------------------------- | ----------------------------------------------------------------------- | --------- | ---------------------------------- |
| Asian Film Awards                       | Bester Film                             | Zindagi Na Milegi Dobara                                                | Nominiert | [ 4 ] [ 5 ]                        |
| Asian Film Awards                       | Best Production Designer                | Suzanne Caplan Merwanji                                                 | Nominiert | [ 4 ] [ 5 ]                        |
| Asian Film Awards                       | Best Editor                             | Anand Subaya                                                            | Nominiert | [ 4 ] [ 5 ]                        |
| BIG Star Entertainment Awards           | Most Entertaining Actor in a Comic Role | Farhan Akhtar                                                           | Gewonnen  |                                    |
| Filmfare Award 2012                     | Bester Film                             | Zindagi Na Milegi Dobara                                                | Gewonnen  | [ 6 ] [ 7 ] [ 8 ] [ 9 ] [ 10 ]     |
| Filmfare Award 2012                     | Beste Regie                             | Zoya Akhtar                                                             | Gewonnen  | [ 6 ] [ 7 ] [ 8 ] [ 9 ] [ 10 ]     |
| Filmfare Award 2012                     | Kritikerpreis – Bester Film             | Zindagi Na Milegi Dobara                                                | Gewonnen  | [ 6 ] [ 7 ] [ 8 ] [ 9 ] [ 10 ]     |
| Filmfare Award 2012                     | Bester Hauptdarsteller                  | Hrithik Roshan                                                          | Nominiert | [ 6 ] [ 7 ] [ 8 ] [ 9 ] [ 10 ]     |
| Filmfare Award 2012                     | Bester Nebendarsteller                  | Farhan Akhtar                                                           | Gewonnen  | [ 6 ] [ 7 ] [ 8 ] [ 9 ] [ 10 ]     |
| Filmfare Award 2012                     | Bester Nebendarsteller                  | Abhay Deol                                                              | Nominiert | [ 6 ] [ 7 ] [ 8 ] [ 9 ] [ 10 ]     |
| Filmfare Award 2012                     | Beste Nebendarstellerin                 | Kalki Koechlin                                                          | Nominiert | [ 6 ] [ 7 ] [ 8 ] [ 9 ] [ 10 ]     |
| Filmfare Award 2012                     | Beste Musik                             | Shankar-Ehsaan-Loy                                                      | Nominiert | [ 6 ] [ 7 ] [ 8 ] [ 9 ] [ 10 ]     |
| Filmfare Award 2012                     | Bester Liedtext                         | Javed Akhtar für „Señorita“                                             | Nominiert | [ 6 ] [ 7 ] [ 8 ] [ 9 ] [ 10 ]     |
| Filmfare Award 2012                     | Beste Playbacksängerin                  | Alyssa Mendonsa für „Khwabon Ke Parindey“                               | Nominiert | [ 6 ] [ 7 ] [ 8 ] [ 9 ] [ 10 ]     |
| Filmfare Award 2012                     | Bester Dialog                           | Farhan Akhtar                                                           | Gewonnen  | [ 6 ] [ 7 ] [ 8 ] [ 9 ] [ 10 ]     |
| Filmfare Award 2012                     | Beste Kamera                            | Carlos Catalan                                                          | Gewonnen  | [ 6 ] [ 7 ] [ 8 ] [ 9 ] [ 10 ]     |
| Filmfare Award 2012                     | Beste Choreografie                      | Bosco-Caesar                                                            | Gewonnen  | [ 6 ] [ 7 ] [ 8 ] [ 9 ] [ 10 ]     |
| International Indian Film Academy Award | Bester Film                             | Zindagi Na Milegi Dobara                                                | Gewonnen  | [ 10 ] [ 11 ] [ 12 ] [ 13 ] [ 14 ] |
| International Indian Film Academy Award | Beste Regie                             | Zoya Akhtar                                                             | Gewonnen  | [ 10 ] [ 11 ] [ 12 ] [ 13 ] [ 14 ] |
| International Indian Film Academy Award | Bester Hauptdarsteller                  | Hrithik Roshan                                                          | Nominiert | [ 10 ] [ 11 ] [ 12 ] [ 13 ] [ 14 ] |
| International Indian Film Academy Award | Bester Nebendarsteller                  | Farhan Akhtar                                                           | Gewonnen  | [ 10 ] [ 11 ] [ 12 ] [ 13 ] [ 14 ] |
| International Indian Film Academy Award | Bester Nebendarsteller                  | Abhay Deol                                                              | Nominiert | [ 10 ] [ 11 ] [ 12 ] [ 13 ] [ 14 ] |
| International Indian Film Academy Award | Beste Nebendarstellerin                 | Kalki Koechlin                                                          | Nominiert | [ 10 ] [ 11 ] [ 12 ] [ 13 ] [ 14 ] |
| International Indian Film Academy Award | Beste Musik                             | Shankar-Ehsaan-Loy                                                      | Nominiert | [ 10 ] [ 11 ] [ 12 ] [ 13 ] [ 14 ] |
| International Indian Film Academy Award | Bester Liedtext                         | Javed Akhtar                                                            | Nominiert | [ 10 ] [ 11 ] [ 12 ] [ 13 ] [ 14 ] |
| International Indian Film Academy Award | Best Story                              | Reema Kagti                                                             | Gewonnen  | [ 10 ] [ 11 ] [ 12 ] [ 13 ] [ 14 ] |
| International Indian Film Academy Award | Beste Kamera                            | Carlos Catalan                                                          | Gewonnen  | [ 10 ] [ 11 ] [ 12 ] [ 13 ] [ 14 ] |
| International Indian Film Academy Award | Bestes Drehbuch                         | Zoya Akhtar, Reema Kagti                                                | Gewonnen  | [ 10 ] [ 11 ] [ 12 ] [ 13 ] [ 14 ] |
| International Indian Film Academy Award | Bester Schnitt                          | Anand Subaya                                                            | Gewonnen  | [ 10 ] [ 11 ] [ 12 ] [ 13 ] [ 14 ] |
| International Indian Film Academy Award | Beste Choreografie                      | Bosco-Caesar                                                            | Gewonnen  | [ 10 ] [ 11 ] [ 12 ] [ 13 ] [ 14 ] |
| International Indian Film Academy Award | Beste Tonmischung                       | Baylon Fonseca, Anuj Mathur                                             | Gewonnen  | [ 10 ] [ 11 ] [ 12 ] [ 13 ] [ 14 ] |
| National Film Awards                    | Beste Choreografie                      | Bosco-Caesar                                                            | Gewonnen  | [ 15 ] [ 16 ]                      |
| National Film Awards                    | Beste Tongestaltung                     | Baylon Fonseca                                                          | Gewonnen  | [ 15 ] [ 16 ]                      |
| NDTV Indian of the Year Awards          | NDTV Entertainer of the Year            | Zindagi Na Milegi Dobara                                                | Gewonnen  | [ 17 ]                             |
| Star Screen Award                       | Bester Film                             | Zindagi Na Milegi Dobara                                                | Gewonnen  | [ 18 ] [ 19 ]                      |
| Star Screen Award                       | Beste Regie                             | Zoya Akhtar                                                             | Nominiert | [ 18 ] [ 19 ]                      |
| Star Screen Award                       | Best Ensemble Cast                      | Farhan Akhtar, Abhay Deol, Katrina Kaif, Kalki Koechlin, Hrithik Roshan | Nominiert | [ 18 ] [ 19 ]                      |
| Star Screen Award                       | Beste Playbacksängerin                  | Alyssa Mendonsa für „Khwabon Ke Parindey“                               | Nominiert | [ 18 ] [ 19 ]                      |
| Star Screen Award                       | Bester Dialog                           | Farhan Akhtar, Javed Akhtar                                             | Gewonnen  | [ 18 ] [ 19 ]                      |
| Star Screen Award                       | Beste Choreografie                      | Bosco-Caesar für „Señorita“                                             | Gewonnen  | [ 18 ] [ 19 ]                      |
| Star Screen Award                       | Beste Hintergrundmusik                  | Shankar-Ehsaan-Loy                                                      | Nominiert | [ 18 ] [ 19 ]                      |
| Star Screen Award                       | Bestes Drehbuch                         | Zoya Akhtar, Reema Kagti                                                | Nominiert | [ 18 ] [ 19 ]                      |
| Star Screen Award                       | Bester Schnitt                          | Anand Subaya                                                            | Nominiert | [ 18 ] [ 19 ]                      |
| Star Screen Award                       | Beste Kamera                            | Carlos Catalan                                                          | Nominiert | [ 18 ] [ 19 ]                      |
| Star Screen Award                       | Bester Ton                              | Baylon Fonseca                                                          | Nominiert | [ 18 ] [ 19 ]                      |
| Star Guild Awards                       | Bester Film                             | Zindagi Na Milegi Dobara                                                | Gewonnen  | [ 10 ] [ 20 ] [ 21 ]               |
| Star Guild Awards                       | Beste Regie                             | Zoya Akhtar                                                             | Gewonnen  | [ 10 ] [ 20 ] [ 21 ]               |
| Star Guild Awards                       | Bester Nebendarsteller                  | Farhan Akhtar                                                           | Gewonnen  | [ 10 ] [ 20 ] [ 21 ]               |
| Star Guild Awards                       | Bestes Drehbuch                         | Zoya Akhtar                                                             | Gewonnen  | [ 10 ] [ 20 ] [ 21 ]               |
| Star Guild Awards                       | Beste Story                             | Zoya Akhtar, Reema Kagti                                                | Gewonnen  | [ 10 ] [ 20 ] [ 21 ]               |
| Star Guild Awards                       | Beste Choreografie                      | Bosco-Caesar für „Señorita“                                             | Gewonnen  | [ 10 ] [ 20 ] [ 21 ]               |
| Star Guild Awards                       | Bester Dialog                           | Farhan Akhtar                                                           | Nominiert | [ 10 ] [ 20 ] [ 21 ]               |
| Star Guild Awards                       | Bester Liedtexz                         | Javed Akhtar                                                            | Nominiert | [ 10 ] [ 20 ] [ 21 ]               |
| Stardust Award                          | Film of the Year                        | Zindagi Na Milegi Dobara                                                | Nominiert | [ 10 ] [ 22 ] [ 23 ]               |
| Stardust Award                          | Dream Director                          | Zoya Akhtar                                                             | Nominiert | [ 10 ] [ 22 ] [ 23 ]               |
| Stardust Award                          | Star of the Year — Male                 | Hrithik Roshan                                                          | Gewonnen  | [ 10 ] [ 22 ] [ 23 ]               |
| Stardust Award                          | Star of the Year — Female               | Katrina Kaif                                                            | Nominiert | [ 10 ] [ 22 ] [ 23 ]               |
| Stardust Award                          | Best Drama Actor                        | Hrithik Roshan                                                          | Nominiert | [ 10 ] [ 22 ] [ 23 ]               |
| Stardust Award                          | Best Drama Actress                      | Katrina Kaif                                                            | Nominiert | [ 10 ] [ 22 ] [ 23 ]               |
| Zee Cine Award                          | Bester Film                             | Zindagi Na Milegi Dobara                                                | Nominiert | [ 10 ] [ 24 ] [ 25 ]               |
| Zee Cine Award                          | Beste Regie                             | Zoya Akhtar                                                             | Nominiert | [ 10 ] [ 24 ] [ 25 ]               |
| Zee Cine Award                          | Bester Hauptdarsteller                  | Hrithik Roshan                                                          | Nominiert | [ 10 ] [ 24 ] [ 25 ]               |
| Zee Cine Award                          | Beste Hauptdarstellerin                 | Katrina Kaif                                                            | Nominiert | [ 10 ] [ 24 ] [ 25 ]               |
| Zee Cine Award                          | Bester Nebendarsteller                  | Farhan Akhtar                                                           | Gewonnen  | [ 10 ] [ 24 ] [ 25 ]               |
| Zee Cine Award                          | Bestes Lied des Jahres                  | Shankar–Ehsaan–Loy für „Señorita“                                       | Nominiert | [ 10 ] [ 24 ] [ 25 ]               |
| Zee Cine Award                          | Beste Story                             | Zoya Akhtar, Reema Kagti                                                | Gewonnen  | [ 10 ] [ 24 ] [ 25 ]               |
| Zee Cine Award                          | Beste Kamera                            | Carlos Catalan                                                          | Gewonnen  | [ 10 ] [ 24 ] [ 25 ]               |

## Dies und Das
- Der Song „Señorita“ wird von den drei Hauptdarstellern Roshan, Akthar und Deol gesungen und nicht wie üblich von Playbacksängern.